# 特命諜報207
『特命諜報207』（とくめいちょうほう207）は、1964年6月16日から同年11月17日まで、NETテレビ（現・テレビ朝日）系列にて放映されたテレビドラマ。

## 概要・ストーリー
太平洋戦争中の1943年頃の中国東北部、モンゴル、東南アジアを舞台に、敵地に潜入して諜報、破壊工作などに動く4人の特命諜報工作員の活躍を中心に物語を描く。
原作を手掛けた川内康範は、本作に登場する特務機関をリアルに描くべく、陸軍中野学校、陸軍憲兵学校で使われていた指導要領などを収集し、これら特務機関の出身者から談話、意見を聞くなど取材を行い、より忠実な考証に努めたという。

## 放映データ
- 放映期間：1964年6月16日〜1964年11月17日
- 放映曜日・放映時間帯：毎週火曜日20時〜20時56分
- 放映話数：全21話
- 放映形式：モノクロ16mmフィルム

### スタッフ
- 原作：川内康範
- 企画：佐藤正道
- 脚本：大和久守正、岡本克己
- 監督：石川義寛、渡辺成男、仲木睦、龍伸之介、近藤竜太郎、中村経美、大岡紀
- 助監督：吉川一義 他
- 進行：山本剛正
- 音楽：三木稔
- 制作：NET、東映テレビプロ

## キャスト
- 原田中尉：田口計
- 大村少尉：梅若正二
- 赤木少尉：竹田公彦
- 安永大尉：生井健夫
- 佐伯大尉：中山昭二
- 山崎少尉：高城丈二
- 志賀村大佐：竜崎一郎
- 加山中尉：大村文武
- 山岡中尉：鶴見丈二
- 権藤大尉：青木義朗
- 土屋少佐：南道郎
他

## 放映リスト
| 回数 | 放送日        | サブタイトル   | 脚本       | 監督       | ゲスト                                                    |
| ---- | ------------- | -------------- | ---------- | ---------- | --------------------------------------------------------- |
| 1    | 1964年6月16日 | 人間でない人間 | 大和久守正 | 石川義寛   | 真山知子、有沢正子、市川春代、緒方敏也                    |
| 2    | 6月23日       | 暗殺命令       | 大和久守正 | 石川義寛   | 新井茂子、西本雄司                                        |
| 3    | 6月30日       | 秘密結社襲撃   | 大和久守正 | 渡辺成男   | ホキ徳田、今井健二、幸田宗丸、永井秀明                    |
| 4    | 7月7日        | 民間諜報の黒幕 | 大和久守正 | 渡辺成男   | 北原しげみ、宮本明                                        |
| 5    | 7月14日       | 死の商人       | 岡本克己   | 石川義寛   | ウイリアム・ロス、久保晶、ダニエル・ゴルドン              |
| 6    | 7月21日       | 掴めぬ正体     |            | 石川義寛   | 姉川ローザ、堺新太郎、エディ・アラブ                      |
| 7    | 7月28日       | 挑戦           | 大和久守正 | 渡辺成男   | リン・ツォン、原田甲子郎、綾川香                          |
| 8    | 8月4日        | 暁の決死行     |            | 渡辺成男   | 杉幸彦、真木美沙、清水正、沢彰謙                          |
| 9    | 8月11日       | 教授とフィルム | 岡本克己   | 仲木睦     | 魚住純子、岩城力也                                        |
| 10   | 8月18日       | 遺骨の謎       | 岡本克己   | 仲木睦     | 市川弥重、松本正、綾川香、大邦一公、肝付兼太              |
| 11   | 8月25日       | 三つの顔の将軍 | 大和久守正 | 渡辺成男   | 松本染升、早川研吉                                        |
| 12   | 9月1日        | 牙に挑む       |            | 龍伸之介   | 森山周一郎、津村悠子、新草恵子、成瀬昌彦、 峰方功、杉浦宏 |
| 13   | 9月8日        | 密書           | 岡本克己   | 渡辺成男   | 武藤英司、桔梗恵二郎、磯村千花子                          |
| 14   | 9月15日       | 罠には罠       | 大和久守正 | 龍伸之介   | 鶴島美奈                                                  |
| 15   | 9月22日       | 新京の幽霊     | 大和久守正 | 近藤竜太郎 | 浅野進治郎                                                |
| 16   | 9月29日       | 船団爆破計画   | 岡本克己   | 近藤竜太郎 | 木島新一                                                  |
| 17   | 10月6日       | 財宝を捜せ     | 岡本克己   | 中村経美   | 池田忠夫、太宰久雄                                        |
| 18   | 10月27日      | 海上死刑台     | 大和久守正 | 中村経美   | 浦野光                                                    |
| 19   | 11月3日       | 太白山の虎     | 岡本克己   | 大岡紀     | 巽秀太郎、久保春二                                        |
| 20   | 11月10日      | 細菌爆弾の行方 | 大和久守正 | 大岡紀     |                                                           |
| 21   | 11月17日      | 裏切り         | 大和久守正 | 近藤竜太郎 | 笠間雪雄                                                  |